# Paul Hams
Paul Hams, né le 6 juillet 1891 au Moule en Guadeloupe et mort en 22 décembre 1942 à Paris, est un boxeur français.

## Biographie
Paul Hams commence à boxer avant la Première Guerre mondiale, en 1910 contre Johnny Silvain pour certaines sources, au Panama en 1912 en amateur selon d'autres sources. Appelé sous les drapeaux, il fait partie du 81e régiment d'infanterie. Blessé à trois endroits différents, par éclat d'obus, balle et baïonnette ; il est capturé par les Allemands le 22 août 1914. Captif au camp de Grafenwöhr, il poursuit un entraînement physique avant de tomber malade. Évacué en Suisse, il se rétablit avant de rencontrer Bechi et le champion suisse Schultess qu'il bat par knockout.
De retour en France, il obtient des matchs nuls contre le champion de France en titre Albert Lurie puis contre Ercole Balzac. Le 22 octobre 1919, Paul Hams remporte le titre de champion de France des poids lourds en battant aux points Marcel Nilles au terme des vingt rounds disputés dans la salle Wagram. Le Martiniquais devient le premier champion de France de boxe anglaise de couleur. En juin 1920, le nouveau champion de France s'incline contre Paul Journée mais conserve son titre, son challenger n’ayant pas adressé un défi en règle deux mois avant la rencontre.